# Sandro Mendes
Sandro Miguel Laranjeira Mendes (Pinhal Novo, 4 februari 1977) - voetbalnaam Sandro Mendes - is een in Portugal geboren Kaapverdische voetballer.

## Clubvoetbal
Sandro Mendes speelde als jeugdspeler bij Os Pelezinhos. In het seizoen 1996/1997 speelde hij met het Spaanse Hércules CF in de Primera División. Na de degradatie van de club in 1997 naar de Segunda División A bleef hij aanvankelijk bij Hércules CF, maar in januari 1999 vertrok Sandro Mendes naar Villarreal CF. Hiermee speelde hij een half jaar in de Primera División, waarna de aanvaller tekende bij UD Salamanca. Vanmaf juli 2000 stond Sandro Mendes onder contract bij Vitória FC. Van juli tot december 2005 speelde hij op huurbasis bij het Turkse Vestel Manisaspor.

## Nationaal elftal
Sandro Mendes is meervoudig international van het Kaapverdisch nationaal elftal.